# Let’s Start Here
A Let’s Start Here (stilizálva: Let’s Start Here.) Lil Yachty amerikai énekes és rapper ötödik stúdióalbuma, ami 2023. január 27-én jelent meg a Concrete Records, a Quality Control Music és a Motown Records kiadókon keresztül. Az első stúdióalbuma 2020-as Lil Boat 3 lemeze óta és az első projektje a 2021-es Michigan Boy Boat óta. Ezzel az albummal elhagyja megszokott trap hangzását, amit ezen a lemezen inkább pszichedelikus rockként írtak le.

## Háttér
Egy 2022. januári interjúban Lil Yachty azt nyilatkozta, hogy következő albuma nem rap-lemez lesz, sokkal inkább alternatív: „ez egy pszichedelikus alternatív projekt. Nagyon más. Az egészet élő hangszerekkel vettem fel.” 2022 decemberében kiszivárgott a Sonic Ranch című projektje az internetre.
Az albumot hivatalosan 2023. január 17-én jelentette be, megosztva az albumborítót, a címet és a kiadási dátumot. Az albumborítót mesterséges intelligencia készítette, rajta öltönyöket vielő férfiak és nők láthatók. Yachty azt mondta a lemezről, hogy ezzel megkezdődik a „második fejezet” pályafutásában.
Az album 2023. január 27-én jelent meg.

## Számlista
Az album dalainak címe a lemezen feltüntetett stilizáció szerint vannak feltüntetve.
| Let’s Start Here | Let’s Start Here               | Let’s Start Here                                                                                   | Let’s Start Here                                | Let’s Start Here | Let’s Start Here | Let’s Start Here | Let’s Start Here | Let’s Start Here | Let’s Start Here |
|                  | Cím                            | Szerző(k)                                                                                          | Producer(ek)                                    | Hossz            |                  |                  |                  |                  |                  |
| ---------------- | ------------------------------ | -------------------------------------------------------------------------------------------------- | ----------------------------------------------- | ---------------- | ---------------- | ---------------- | ---------------- | ---------------- | ---------------- |
| 1.               | the BLACK seminole.            | Miles McCullom Patrick Wimberly Justin Raisen Jeremiah Raisen Jacob Portrait                       | Wimberly Ju. Raisen SadPony Portrait            | 6:51             |                  |                  |                  |                  |                  |
| 2.               | the ride–                      | McCullom Aaron Thomas Miles Robinson Wimberly Ju. Raisen Je. Raisen Jack Latham                    | Wimberly Ju. Raisen SadPony Jam City            | 3:10             |                  |                  |                  |                  |                  |
| 3.               | running out of time            | McCullom Mica Tenenbaum Matthew Lewin Wimberly Ju. Raisen Je. Raisen                               | Wimberly Ju. Raisen SadPony Magdalena Bay       | 4:29             |                  |                  |                  |                  |                  |
| 4.               | pRETTy                         | McCullom Brittany Fousheé Wimberly Ju. Raien Je. Raisen Latham                                     | Wimberly Ju. Raisen SadPony Jam City            | 2:42             |                  |                  |                  |                  |                  |
| 5.               | :(failure(:                    | McCullom Alexander Giannascoli MacBriare DeMarco Nikolas Hakim Portrait                            | Portrait                                        | 2:47             |                  |                  |                  |                  |                  |
| 6.               | THE zone~                      | McCullom Wimberly Je. Raisen Portrait                                                              | Wimberly SadPony Portrait Miles Robinson Baby K | 4:09             |                  |                  |                  |                  |                  |
| 7.               | WE SAW THE SUN!                | McCullom Anthony Clemons Jr. Wimberly Ju. Raisen Je. Raisen Portrait                               | Wimberly Ju. Raisen SadPony Portrait            | 5:31             |                  |                  |                  |                  |                  |
| 8.               | drive ME crazy!                | McCullom Giorgia Romano Benjamin Goldwasser DeMarco Wimberly Je. Raisen Dylan Teixeira Teo Halm    | Wimberly SadPony Halm                           | 3:49             |                  |                  |                  |                  |                  |
| 9.               | IVE OFFICIALLY LOST ViSiON!!!! | McCullom Romano Wimberly Je. Raisen Portrait                                                       | Wimberly SadPony Portrait                       | 5:22             |                  |                  |                  |                  |                  |
| 10.              | sAy sOMETHINg                  | McCullom Wimberly Ju. Raisen Je. Raisen Latham                                                     | Wimberly Ju. Raisen SadPony Jam City            | 3:32             |                  |                  |                  |                  |                  |
| 11.              | paint THE sky                  | McCullom Daystar Peterson Wimberly Ju. Raisen Je. Raisen                                           | Wimberly Ju. Raisen SadPony Anthony Lopez       | 3:05             |                  |                  |                  |                  |                  |
| 12.              | sHouLd i B?                    | McCullom Wimberly Ju. Raisen Je. Raisen Portrait                                                   | Wimberly Ju. Raisen SadPony Portrait            | 2:48             |                  |                  |                  |                  |                  |
| 13.              | The Alchemist.                 | MCullom Fousheé Wimberly Je. Raisen Portrait                                                       | Wimberly SadPony Portrait                       | 2:56             |                  |                  |                  |                  |                  |
| 14.              | REACH THE SUNSHINE.            | McCullom Daniel Caesar Wimberly Ju. Raisen Je. Raisen Anthony Lopez Hakim Portrait Joe Kennedy Jr. | Wimberly SadPony Portrait Nick Hakim            | 5:58             |                  |                  |                  |                  |                  |
| 57:09            |                                | |                                                 |                  |                  |                  |                  |                  |                  |

Vokálok
- The Ride: Teezo Touchdown.
- Running Out of Time és a The Zone: Justine Skye.
- Pretty: Fousheé.
- Reach the Sunshine: Daniel Caesar.

## Közreműködő előadók
| Zenészek - Lil Yachty – rap vokál (összes dal), vokál (5) - Diana Gordon – vokál (1, 8, 9) - Teezo Touchdown – vokál (2) - Justine Skye – vokál (3) - Fousheé – vokál (4, 13) - Baby K – háttérénekes (6) - Ant Clemons – vokál (7) - Benjamin Goldwasser – billentyűk (8) - Gillian Rivers – vonós hangszerek, vonós hangszerelés (8, 10, 14) - Jake Portrait – programozás (9) - Justin Raisen – háttérénekes (14) - Daniel Caesar – vokál (14) - Nick Hakim – vokál (14) | Utómunka - Greg Calbi – maszterelés - Steve Fallone – maszterelés - Tom Elmhirst – keverés - Miles BA Robinson – hangmérnök (1–3, 5–14), vokál programozás (1–3, 8) - Justin Raisen – hangmérnök (1, 3, 7, 11, 12, 14) - Jake Portrait – hangmérnök (1, 5, 7, 9, 12, 13) - Anthony Lopez – hangmérnök (1, 10, 14) - SadPony – hangmérnök (2, 10) - Gent Memishi – hangmérnök (3, 4, 10–13), vokál programozás (4, 10) - Patrick Wimberly – hangmérnök (5, 11, 14) - Ainjel Emme – hangmérnök, vokál programozás (10) - Adam Hong – keverő asszisztens |

## Slágerlisták
| Slágerlista (2022)                         | Legmagasabb pozíció |
| ------------------------------------------ | ------------------- |
| Ausztrália (ARIA)                          | 37                  |
| Belgium (Ultratop Flandria)                | 31                  |
| Belgium (Ultratop Vallónia)                | 118                 |
| Egyesült Királyság (UK Albums Chart)       | 32                  |
| Finnország (Suomen virallinen lista)       | 44                  |
| Hollandia (Dutch Charts Album Top 100)     | 37                  |
| Írország (OCC)                             | 27                  |
| Litvánia (AGATA)                           | 18                  |
| Németország (Offizielle Top 100)           | 50                  |
| Norvégia (VG-lista Album Top 40)           | 11                  |
| Svájc (Schweizer Hitparade Top 100 Albums) | 13                  |
| USA Billboard 200                          | 9                   |
| Új-Zéland (RMNZ)                           | 11                  |